# Isco
Francisco "Isco" Román Alarcón Suárez (født 21. april 1992 i Benalmádena, Málaga, Andalusien) er en spansk professionel fodboldspiller, der spiller i La Liga-klubben Real Betis.

## Karriere

### Valencia CF
Isco spillede i Valencia fra 2006-2011, hvorefter han tog til Malaga

### Malaga CF
Tekst mangler, hjælp os med at skrive teksten

### Real Madrid CF
Den 27. juni 2013 offentliggjorde Real Madrid at man havde hentet Isco til klubben på en fem-årig aftale.